# Sindrome da rialimentazione
La sindrome da rialimentazione è un insieme di disturbi metabolici che colpisce le persone che mostrano difficoltà nell'uscire da uno stato di malnutrizione. Tale patologia è stata descritta per la prima volta durante la Seconda guerra mondiale in Giappone, fra i prigionieri delle battaglie.

## Caratteristiche
Ogni individuo che ha ricevuto un apporto trascurabile di nutrienti per 5 giorni consecutivi è a rischio di sviluppare una sindrome di rialimentazione.
La sindrome da rialimentazione di solito si verifica entro quattro giorni dall'inizio di una rialimentazione adeguata.
I pazienti possono sviluppare disturbi idro-elettrolitici, ed in particolare ipofosfatemia, insieme a disturbi di tipo neurologico, polmonare, cardiaco, neuromuscolare ed ematologico.
Durante il digiuno prolungato il corpo cerca di preservare il contenuto proteico muscolare, destinato a processi di tipo catabolico, passando ad un tipo di metabolismo che come fonte principale di energia si basa su derivati dei corpi chetonici e sugli acidi grassi.
Il fegato riduce la sua azione di gluconeogenesi conservando così le proteine muscolari.
A livello intracellulare molti minerali si riducono gravemente in questo periodo, anche se i livelli sierici rimangono entro limiti di norma. In particolare nel corso del digiuno la secrezione di insulina è soppressa mentre la secrezione del glucagone è aumentata.
Durante la fase di rialimentazione, riprende la secrezione di insulina in risposta alla glicemia che aumenta. Aumentano anche il glicogeno, i grassi e le proteine. Questo processo richiede fosfati, magnesio e potassio che sono già a bassi livelli. Anche i depositi si esauriscono rapidamente. La formazione di glucidi fosforilati nel fegato e nel muscolo scheletrico esaurisce rapidamente l'ATP intracellulare, similmente il 2,3-difosfoglicerato nei globuli rossi. Ciò porta a disfunzione cellulare e ad un'insufficiente ossigenazione dei diversi tessuti ed organi del corpo. La rialimentazione aumenta il metabolismo basale. Molti elettroliti si spostano nel comparto intracellulare e ciò si verifica con una diminuzione degli elettroliti sierici: tra questi il fosfato, il potassio ed il magnesio. Anche la glicemia, e le concentrazioni di vitamina B1 (tiamina) possono ridursi.
Le aritmie cardiache sono la causa più comune di morte da sindrome da rialimentazione. Non vanno dimenticate altre manifestazioni gravi e potenzialmente letali: confusione mentale, coma, convulsioni e l'insufficienza cardiaca.
Questa sindrome può verificarsi all'inizio del trattamento di soggetti affetti da anoressia nervosa, quando i pazienti vengono avviati ad una dieta sana. I movimenti elettrolitici ed il bilancio dei liquidi può aumentare il carico di lavoro del muscolo cardiaco e la frequenza cardiaca. Questi effetti combinati possono portare all'insufficienza cardiaca acuta.

## Terapia
Il trattamento è di supporto nutrizionale, la dieta deve essere ricca di vitamine, soprattutto la tiamina ma anche di glucosio, potassio e magnesio.

## Prognosi
La prognosi può essere anche mortale. Spesso tale stato è dovuto in seguito ad un episodio di anoressia nervosa, il cui trattamento può portare inizialmente a tale sindrome, a distanza di pochi giorni dall'inizio della cura, lo stesso periodo intercorre anche per altri casi di privazione dall'alimentazione.